# Liste der denkmalgeschützten Objekte in Anthering
Die Liste der denkmalgeschützten Objekte in Anthering enthält die denkmalgeschützten, unbeweglichen Objekte der Gemeinde Anthering im Bezirk Salzburg-Umgebung.

## Denkmäler
| Foto |                 | Denkmal                                                               | Standort                            | Beschreibung | Metadaten |
| ---- | --------------- | --------------------------------------------------------------------- | ----------------------------------- | --- | --- |
| ja   | Datei hochladen | Pfarrhof HERIS-ID: 15031 Objekt-ID: 11269                             | Bergstraße 1 Standort KG: Anthering | | BDA-Hist.: Q37769266 Status: § 2a Stand der BDA-Liste: 2025-06-30 Name: Pfarrhof GstNr.: 2639 Pfarrhof Anthering                                                    |
| ja   | Datei hochladen | Kath. Pfarrkirche Mariae Himmelfahrt HERIS-ID: 15030 Objekt-ID: 11268 | Dorfplatz 1 Standort KG: Anthering  | Die einschiffige spätgotische Pfarrkirche steht vom Friedhof umgeben in der Mitte des Ortes. Die Langhauswände und der untere Teil des Westturms sind im Kern romanisch. Der obere Teil des Turms mit dem barocken Zwiebelhelm wurde 1775 neu erbaut. Die meisten Portale und Fenster sowie die Gewölbe im Inneren stammen aus der Spätgotik. Hochaltar und Kanzel sind neugotisch. | BDA-Hist.: Q24175504 Status: § 2a Stand der BDA-Liste: 2025-06-30 Name: Kath. Pfarrkirche Mariae Himmelfahrt GstNr.: 1969 Pfarrkirche Mariä Himmelfahrt (Anthering) |